# Kuchynská Malina
Kuchynská Malina je potok V. řádu na Záhoří, v okrese Malacky, na území VVP Záhorie (k. ú. Bažantica). Je to tok nížinného charakteru, jehož délka činí 2,006 km a plocha povodí zahrnuje 1,643 km² . Pramení ve výšce 198 m n. m. a vlévá se do Pernecké Maliny, v nadmořské výšce 184 m n. m.

## Pramen
Pramení v dorostlém bažinatém listnatém lese, v lokalitě Zelnica (200 m n. m.), Na západoseverozápadnom svahu vrchu Klimkov vršok (235 m n. m.), v Záhorské nížině, v podcelku Borská nížina, v části Bor, v nadmořské výšce 198 m n. m.

## Popis toku
Po prameni potok směřuje na západ a dále pokračuje severozápadním směrem, v listnatém lese. Následně se mírně stáčí na západ, kde zde vytváří meandry a pokračuje na rozhraní lesa a travnatého porostu. Obloukem se stáčí na severozápad, vlní se a později změní směr na západoseverozápadní. Tímto směrem teče až po své ústí, přičemž část toku (přibližně 150 metrů) je zatopená vodami Druhého rybníka. Ústí zprava do Pernecké Maliny, v nadmořské výšce 184 m n. m.